# Cabana Giovanni Gnifetti
A Cabana Giovanni Gnifetti ou Refúgio Gnifetti como também é conhecido é um refúgio de montanha pertencente ao clube alpino italiano situado na vertente italiana da Pirâmide Vincent, um dos picos do Monte Rosa.

## História
Situado a 3 647 m de altitude fica na Vale de Aosta, Itália, mais precisamente na comuna italiana de Gressoney-La-Trinité, a Cabana Giovanni Gnifetti
A primeira cabana, pois que de cabana se tratava, foi inaugurada em 1876 e reconstruída em 1907 para ser alargada em 1937. O aspecto actual é o do centenário da  secção do clube alpino italiano da comuna de Varallo Sesia.
O seu nome provém do padre e alpinista de Alagna Valsesia que pela primeira vez subiu a Pico Gnifetti que lhe ficou com o nome, e se hoje   é um verdadeiro refúgio mantém tradicionalmente o nome de cabana como era no início.

## Ascensões
A Cabana Giovanni Gnifetti  é o ponto de partida para se atingir:
- Balmenhorn - 4 167 m, onde fica o Cristo dos Cumes e o Bivaque Felice Giordano - 2 h
- Tête noire - 4 322 m - 2 h e 40 m
- Ludwigshöhe - 4 342 m, 2 h e 30 m
- Liskamm oriental - 4 527 m, 4 h
- Pyramide Vincent - 4 215 m, 2 h
- Pointe Dufour - 4 634 m, 6 h
- Pointe Giordani - 4 046 m, 2 h
- Pointe Gnifetti - 4 559 m, onde fica a Cabane Reine Marguerite - 4 h
- Pointe Parrot - 4 436 m, 3 h e 1/2
- Pointe Zumstein - 4 563 m, 4 h

ou seja todo o conjunto dos picos do Monte Rosa.